# Gustavo Faris
Gustavo Faris (nascido em 17 de fevereiro de 1962) é um ex-ciclista argentino que competiu no ciclismo nos Jogos Olímpicos de Verão de 1988.